# Mythes fondateurs de l'Acadie
Les mythes fondateurs de l'Acadie relatent des légendes, ou des événements réels racontés de façon lyrique, associés à des moments importants de l'histoire de l'Acadie. Ces mythes ont été créés de toutes pièces ou véhiculés par certains historiens comme Henri-Raymond Casgrain et des auteurs comme Henry Longfellow. Ils furent fortement valorisés durant les Conventions nationales acadiennes.

## L'Acadie comme terre promise
L'Acadie fut fondée en 1604 par Pierre Dugua de Mons. Jean de Poutrincourt s'est par la suite vu confier le titre de lieutenant-gouverneur de l'Acadie, avec certaines exigences dont apporter des colons. C'est ainsi qu'en 1606 il apporte des dizaines d'artisans, quelques notables ainsi que l'avocat Marc Lescarbot. Lors de son séjour d'un an, ce dernier donnera naissance à la littérature acadienne à Port-Royal. Dans ses textes, Lescarbot tente d'expliquer l'insuccès des expéditions précédentes et en profite aussi pour démolir plusieurs mythes tenaces sur l'Amérique, alors qu'il crée lui-même le mythe de l'Acadie en tant que Terre promise.
Pour Nicolas Denys, le mythe se résume à l'abondance: il compare l'Acadie au pays de Cocagne. En 1672, ruiné et âgé de 74 ans, il publie Description géographique et historique des côtes de l'Amérique septentrionale, avec l'histoire naturelle de ce pays, où il critique ceux qui l'ont empêché de réaliser son rêve tout en incitant à reprendre le flambeau. Dière de Dièreville visite Port-Royal en 1699 et est déçu de son état et de la pauvreté de la population, contrastant avec la « fausse représentation » qu'on lui a fait de l'Acadie. Bien qu'il soit écrit à l'origine en vers, son texte Relation du Voyage du Port Royal de l'Acadie (1708) donne une vision généralement juste de la faune, de la flore mais surtout de la vie quotidienne en Acadie. De son texte, il ressort l'insouciance et la belle humeur de la colonie, bien que l'auteur s'interroge sur le désintéressement du roi face à sa colonie même si la population lui reste fidèle. Dans ses Mémoires (1716), Robert Charles, défenseur des moins nantis aux idées avant-gardistes, dénonce lui aussi cette situation et propose une politique qui transformerait la Nouvelle-France « en une espèce de royaume aussi florissant que la vieille France européenne ». Son style rapide et incisif reprend à la fois l'enthousiasme de Lescarbot et la confiance de Denys.
En 1616, le jésuite Pierre Biard publie Relation de la Nouvelle-France. Faisant probablement référence à Lescarbot, il désire détruire les illusions créées par les récits antérieurs; il dépeint pourtant une belle colonie offrant de grande possibilités, dont la France doit continuer la colonisation et l'évangélisation.

## Déportation de l'île Saint-Jean
Le poème Evangéline (1847), de l'Américain Henry Longfellow, a contribué à créer un mythe autour de la déportation. Quoique ce poème revêt une importance considérable dans l'histoire acadienne, il contient de nombreuses imprécisions. Deux prêtres, Henri-Raymond Casgrain et John C. MacMillan, ont également contribué à créer des mythes ou les perpétuer. Certaines de ces idées persistent jusqu’à nos jours et même des textes plus récents, comme Histoire des Acadiens (1955) de Robert Rumilly, les reprennent sans discernement.

### Déportation en Louisiane
L'un des mythes les plus tenace est celui que les Acadiens furent déportés directement en Louisiane.

### Mauvais traitement des Acadiens
Un autre mythe, spécifique à la déportation de l'île Saint-Jean, soutient que les Acadiens furent tassés pêle-mêle sur de vieux bateaux, ce qui aurait contribué aux naufrages et aux maladies. En fait, selon un rapport de 1758, tous les bateaux utilisés étaient en bon état et certains furent même utilisés durant plusieurs années par la suite. L'idée selon laquelle les bateaux furent surpeuplés provient vraisemblablement du fait que le gouverneur de la Nouvelle-Écosse, Charles Lawrence, décida en 1755 de mettre deux fois plus de prisonniers sur les bateaux que leur charge habituelle. Le plan de déportation de l'île Saint-Jean prévoyait toutefois de placer 3 890 passagers dans divers bateaux totalisant une capacité de 4 354 tonneaux, soit un ratio de 0,89 passagers par tonneau, comparativement aux 2 passagers par tonneau selon Charles Lawrence. Le nombre de déportés ayant été plus bas que prévu, et même en tenant compte du transfert de passagers du Parnassus à d'autres navires, Earle Lockerby arrive à une moyenne réelle de moins de 0,8 passagers par tonneau. Ce ratio est en fait relativement bon comparativement à celui de paquebots de l'époque.

### Abattage du bétail
Un autre mythe sur la déportation de l'île Saint-Jean veut que les troupes de Rollo tuèrent le bétail. Il n'existe aucune preuve de cette pratique, quoique les historiens savent que certains animaux furent tués pour nourrir les soldats et probablement pour approvisionner les bateaux. Le bétail abandonné était alors considéré comme une propriété de la couronne. Samuel Holland note tout de même la présence de 100 animaux de ferme en 1764, quoique ceux-ci aient pu être introduits après la déportation. John MacGregor rapport en 1820 le témoignage d'un vieil Acadien soutenant que plusieurs chevaux se seraient retrouvés en liberté après la déportation.

### Cachette dans les bois
La croyance voulant que les Acadiens ayant échappé à la déportation se soient cachés dans la forêt jusqu'à la fin de la guerre de Sept Ans, en 1763, est en grande partie infondée, car de nombreux Acadiens de l'île Saint-Jean demandèrent une aide alimentaire au fort Amherst en 1760 ou peut-être même plus tôt, tel que mentionné plus haut.

### Incendie des villages
Une autre idée répandue veut que les Britanniques incendièrent les villages acadiens. Cette pratique a été très répandue sur le continent, à la fois voulue dans les ordres donnés aux soldats et prouvée par des comptes-rendus. Henri-Raymond Casgrain semble encore une fois être le premier auteur à faire état de cette pratique, dans Une Seconde Acadie, de 1894. Il se contredit même en affirmant que cinq paroisses, incluant celles de Malpèque, sont incendiées tout en écrivant plus loin dans le même livre que Andrew Rollo ne s'est pas rendu jusqu'à Malpèque. MacMillan et plusieurs autres auteurs reprennent la même théorie, parfois mot pour mot. Les ordres de Jeffery Amherst à destination de Rollo n'incluent d'ailleurs pas de destruction de propriété, contrairement par exemple à ce qui fut demandé à Robert Monckton. Le 6 novembre 1758, Whitmore écrit à William Pitt l'ancien qu'aucune propriété ne fut détruite par Rollo à cause de la grande qualité du sol et la beauté des villages. Lorsqu'il arpenta l'île entre 1764 et 1765, Samuel Holland nota la présence de 398 maisons, deux églises et neuf moulins. Selon Earle Lockerby, en tenant compte du recensement de 1752, ces maisons auraient seulement pu abriter environ 2 400 personnes. Il note toutefois que Holland aurait pu oublier certaines localités ou bâtiments, et que la forte croissance de la population entre 1752 et 1758 ait pu forcer de nombreux habitants à s'entasser dans les maisons existantes. En comparant des rapports contemporains avec celui de Samuel Holland, Earle Lockerby en vient à la conclusion que Holland n'a pas noté la plupart des bâtiments en mauvais état car il y avait à l'époque non pas deux mais quatre églises. La définition même du mot maison (house) pourrait expliquer un nombre aussi bas. De plus, des maisons abandonnées furent démolies pour en soutirer des matériaux, que ce soit pour le fort Amherst ou par des pêcheurs néo-écossais. Il n'y a en fait aucune preuve de l'incendie de quelconque structure sur l'île, quoi qu'il soit probable que les baraquements de Port-la-Joye furent démolis. L'idée selon laquelle Roll fit bruler les villages persiste toutefois jusqu'à nos jours.
Cet aspect convient en fait à l'image du traitement inhumain des Acadiens par les Britanniques. Encore une fois, il semble que Henri-Raymond Casgrain fut à l'origine de cette croyance et que d'autres auteurs, comme MacMillan et surtout J.H. Blanchard, amplifièrent le mythe. Les mauvais traitements furent toutefois courants dans l'Acadie continentale.